# Wasilij Abyzow
Wasilij Abyzow (ros. Василий Петрович Абызов, Wasilij Pietrowicz Abyzow; ur. w 1907, zm. w 1980) – radziecki polityk, działacz partyjny i państwowy.

## Życiorys
W 1938 ukończył Moskiewski Inżynieryjny Instytut Budowlany i został zatrudniony w przemyśle. W 1940 został członkiem WKP(b), od 1946 pracował w aparacie partyjnym w Moskwie. Od 1950 był zastępcą kierownika, a w latach 1952-1955 kierownikiem wydziału Moskiewskiego Komitetu Miejskiego WKP(b) - KPZR. Od 1955 był zastępcą kierownika, od 1956 pierwszym zastępcą kierownika, a w latach 1962-1964 kierownikiem Wydziału Budownictwa KC KPZR. 
Od 1964 był radcą ambasady ZSRR w Algierii .